# اطناب (حفاش)

تعديل مصدري - تعديل

اطناب هي إحدى قرى عزلة حماطة بمديرية حفاش التابعة لمحافظة المحويت، بلغ تعداد سكانها 47 نسمة حسب تعداد اليمن لعام 2004.